# Katechon
Katechon (gr. τὸ κατέχον, tj. ten, który powstrzymuje) – nowotestamentowe pojęcie oznaczające siłę powstrzymującą nadejście antychrysta i apokalipsy; termin ten funkcjonuje także w filozofii polityki.
Pojęcie to pojawia się w Biblii jedynie raz we fragmencie 2. Listu do Tesaloniczan św. Pawła: 

Albowiem już działa tajemnica anomii, niech tylko ten, co powstrzymuje [ho katechon], ustąpi miejsca. Wówczas objawiony zostanie bezprawny [anomos], którego pan zgładzi tchnieniem swoich ust i dezaktywuje [katergesei] objawieniem swojej obecności [parousia]. Obecność jego jest wedle dzieła [kat’energeian] szatana w całej mocy.

Zgodnie z najbardziej popularną konserwatywną koncepcją Carla Schmitta, wywodzoną jeszcze z późnostarożytnej interpretacji Tertuliana, termin ten oznacza doczesną władzę, która miała spełniać bardzo ważną funkcję, jaką jest powstrzymywanie nadejścia antychrysta. Tym samym stanowi to legitymizację i usprawiedliwienie dla grzesznej istoty władców zarówno duchownych (z papieżem na czele), jak i świeckich (od Imperium Rzymskiego poprzez Józefa Piłsudskiego powstrzymującego Europę przed inwazją Bolszewików po Viktora Orbána powstrzymującego przed nacjonalistycznym Jobbikiem). Z jednej strony więc katechon daje niewierzącym więcej czasu na nawrócenie się przed końcem świata, lecz z drugiej oddala ostateczne zbawienie, do dokonania którego nadejście antychrysta jest konieczne.
Osobno rozwijało się rozumienie tego pojęcia w krajach tradycji prawosławnej. Przykładowo w 1997 Aleksandr Dugin jako katechona określał Rosję, mającą być Trzecim Rzymem, Świętą Rusią i „geopolityczną arką”.